# MP-155

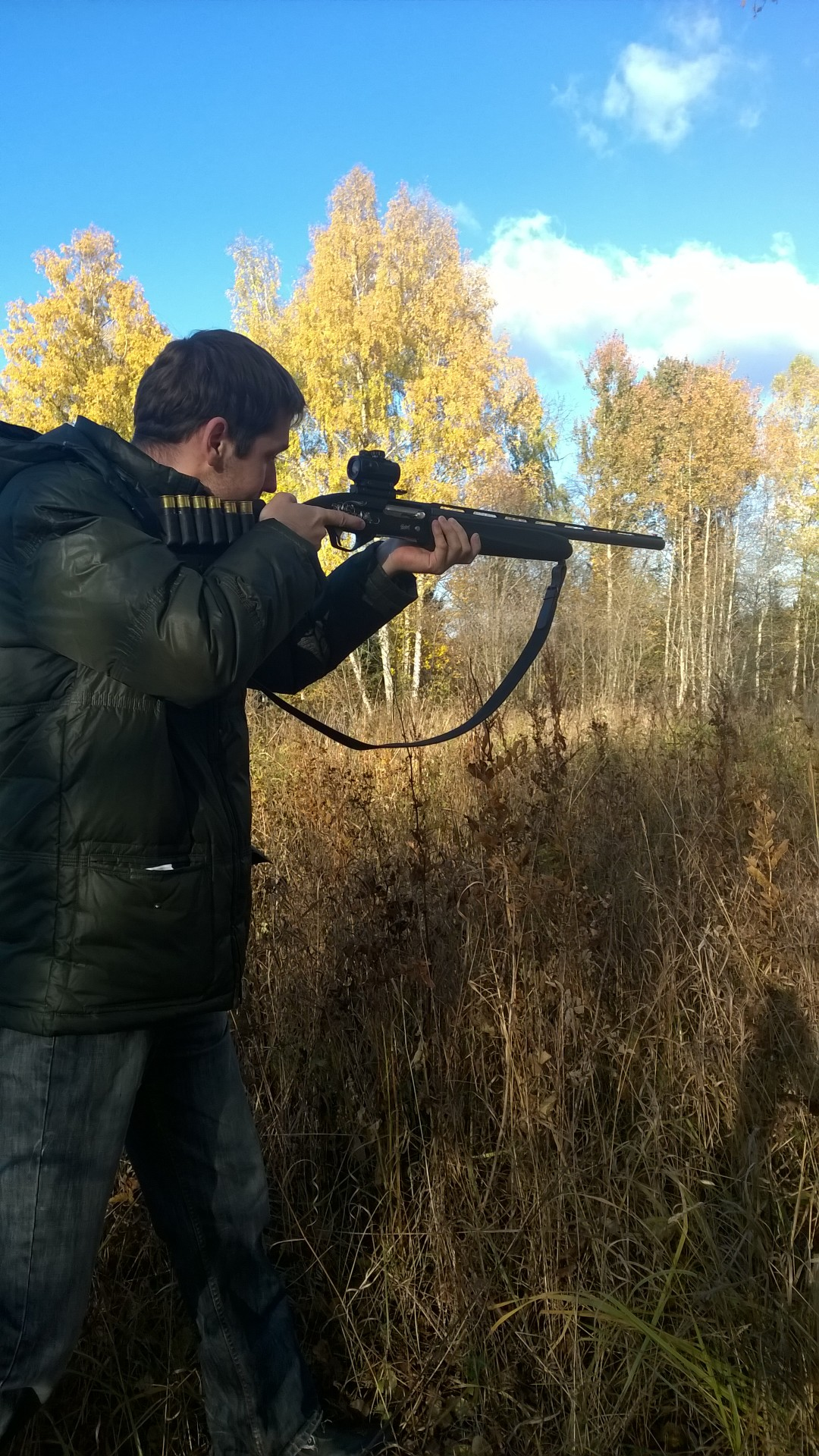
Охота с МР-155

MP-155 — российское самозарядное охотничье ружьё Ижевского механического завода, созданное на базе ружья МР-153.

## Описание
МР-155 разработано для стрельбы патронами, развивающими давление до 1050 Бар (в том числе, со свинцовой и стальной дробью).
За счёт использования алюминиевых сплавов (из которых сделана ствольная коробка); размещения механизма регулировки импульса двигателя автоматики в газовом поршне (что улучшило баланс ружья) и использования облегчённой прицельной планки (арочного типа) масса ружья была уменьшена по сравнению с МР-153.
Предохранитель неавтоматический, расположен на задней части спусковой скобы и блокирует спусковой крючок.
Приклад и цевье могут быть деревянными (из бука или ореха) или пластмассовые. Затыльник приклада пластмассовый (либо резиновый затыльник-амортизатор).
Новую модель отличают:
1. Уменьшенная длина ствольной коробки модификации под патрон 12/76 (что обеспечило дополнительное снижение веса);
2. Возможности регулировки понижения гребня приклада за счёт сменных вкладышей между прикладом и ствольной коробкой;
3. Усовершенствованная конструкция ударно-спускового механизма (уменьшен ход спускового крючка, увеличены размеры кнопки предохранителя).

Ружьё МР-155 обрело также новые потребительские свойства:
1. Исполнение для стрелков-левшей,
2. Возможность установки дополнительных прицельных приспособлений (оптических или коллиматорных прицелов). Ружьё оснащено планкой типа ласточкин хвост.
3. Возможность постановки дополнительного ствола без слесарной подгонки в условиях ремонтной мастерской.
4. В конструкцию ружья введён механизм отсечки, позволяющий отключать подачу из магазина и быстро произвести выстрел другим патроном, а не тем, который снаряжен в магазин.

С сентября 2017 года Концерн «Калашников» вывел в продажу обновлённое МР-155.
Новое МР-155 в исполнении с прикладом и цевьём из орехового дерева имеет следующие особенности:
- улучшенную эргономику шейки приклада;
- более эффективный затыльник;
- эргономичное тонкое цевьё;
- увеличенную крышку магазина;
- основания для быстросъёмных антабок Uncle Mike’s.

## Страны-эксплуатанты
- Россия — сертифицировано в качестве гражданского оружия; в 2024 году некоторое количество МР-155 передали на вооружение армейских подразделений (в качестве средства борьбы с низколетящими беспилотными летательными аппаратами)[3].